# Charles Daniel French
Pour les articles homonymes, voir French.
Charles Daniel French, né le 26 janvier 1884 à Scotstown et mort le 3 mai 1954 à Westmount, est un homme politique canadien. Il est membre de l'Assemblée législative du Québec.

## Biographie
Né le 26 janvier 1884 à Scotstown, Charles Daniel French est le fils de Charles French, un hôtelier, et de Kate Maclever. Charles Daniel French est le frère de John William French.
Il étudie dans sa ville natale, Charles Daniel French est fermier et éleveur à Cookshire. Le 1er janvier 1914 il épouse Emily Christina Macaulay dans l'église presbytérienne de Scotstown. Elle est fille de Malcolm B. Macaulay, un entrepreneur, et d'Emma M. Bailey. De 1919 à 1946, il préside Kennedy Construction Co. Ltd. à Montréal. Il est également membre du Club canadien de Montréal.
En 1939, candidat du parti politique Union nationale, Charles Daniel French est battu dans Compton. Dans la même circonscription, il est élu député à l'élection partielle du 3 juillet 1946 avant d'être réélu en 1948 puis en 1952. Du 15 décembre 1948 au 3 mai 1954, il occupe le poste de ministre des mines dans le cabinet Duplessis .
Il meurt en fonction le 3 mai 1954 à Westmount à l'âge de soixante-dix ans puis est inhumé le 7 mai 1954 dans le cimetière de Cookshire.